# Trận Cự Lộc
Trận Cự Lộc là một trận đánh nổi tiếng trong lịch sử Trung Quốc cuối thời nhà Tần giữa quân Tần và quân nước Sở - đại diện cho lực lượng khởi nghĩa chống lại nhà Tần. Trận đánh này được xem là bước ngoặt quyết định, xoay chuyển tình hình chiến sự giữa lực lượng khởi nghĩa chống Tần và nhà Tần, khiến nhà Tần đi đến sụp đổ.

## Hoàn cảnh
Năm 210 TCN, Tần Thủy Hoàng chết. Con thứ là Hồ Hợi được Triệu Cao và Lý Tư mạo di chiếu lập lên ngôi, tức là Tần Nhị Thế. Nhị Thế không có tài năng như cha, nhưng lại tàn bạo hơn cha, do đó nhân dân căm phẫn nổi dậy khởi nghĩa.
Năm 209 TCN, Trần Thắng và Ngô Quảng khởi nghĩa ở Đại Trạch, nước Sở. Trần Thắng tự xưng là Trương Sở vương. Hưởng ứng theo Trần Thắng, một loạt các chư hầu Triệu (Triệu Yết), Yên (Hàn Quảng), Nguỵ (Nguỵ Cữu) và Tề (Điền Đam) đều lần lượt xưng vương, khôi phục địa vị như thời Chiến Quốc.
Trước tình thế nguy cấp, Tần Nhị Thế cử Chương Hàm làm tướng, cùng các tướng Vương Ly, Tư Mã Hân, Đổng Ế, Tô Giác, Thiệp Nhàn mang quân đi dẹp. Chỉ trong vài tháng từ mùa đông năm 208 TCN, Chương Hàm thắng trận như chẻ tre, xoay chuyển cục diện giữa Tần và các chư hầu. Chương Hàm lần lượt đánh bại Trương Sở, giết Trần Thắng; đánh Nguỵ giết thừa tướng Chu Thị. Nguỵ vương Cữu cầu cứu Tề, Tề vương Điền Đam mang quân tới cứu bị Chương Hàm đánh bại giết chết, sau đó Hàm lại giết nốt Nguỵ Cữu. Em Đam là Vinh chạy về Đông A. Lúc đó tướng Sở là Hạng Lương lập Mễ Tâm làm vua Sở mới, mang quân cứu Điền Vinh. Chương Hàm tuy bị Hạng Lương đánh bại 2 trận nhưng sau đó nhân lúc Lương chủ quan, ít chú ý bố phòng bèn đánh úp giết chết Hạng Lương ở Định Đào.
Đạo quân chủ lực của Sở tan rã, Chương Hàm cho rằng quân của nước Sở không đáng lo, nên vựơt Hoàng Hà qua đánh nước Triệu, phá tan quân Triệu, thu hàng được một viên tướng phản Triệu là Lý Lương. Chương Hàm đem binh đến Hàm Đan. Hai viên tướng trụ cột của Triệu là Trương Nhĩ và Trần Dư không chống nổi, sai dời dân ở đấy đi Hà Nội, san phẳng thành quách. Sau đó hai tướng cùng Triệu vương Yết phải bỏ Tín Đô chạy về thành Cự Lộc cố thủ và sai người cầu cứu các nước chư hầu. Từ đó bắt đầu trận Cự Lộc nổi tiếng.

## Giao ước chư hầu của Sở Hoài vương
Trong khi Hạng Lương vây hãm Chương Hàm ở Định Đào, cháu Hạng Lương là Hạng Vũ cùng Lưu Bang đang đánh Ngoại Hoàng nhưng không được, bèn rời đi đánh huyện Trần Lưu, chưa đánh được thì nghe tin Hạng Lương tử trận. Hạng Vũ bàn với Lưu Bang rút quân về phía đông để lấy lại nhuệ khí, hợp với quân của một tướng cũ của Trần Thắng là Lã Thần, về cố thủ ở Bành Thành thuộc nước Sở.
Nghe tin quân Sở đã bị thua to ở Định Đào, Sở Hoài Vương lo sợ, từ Vu Thai đến Bành Thành, dồn cả quân của Hạng Vũ, Lã Thần làm một và thân hành cầm quân. Quân Sở về hội ở Bành Thành, gặp lúc nước Triệu sai sứ đến cầu cứu khẩn cấp. Sở Hoài vương bèn phát lệnh đánh Tần, ra giao ước với các đạo quân trong chư hầu rằng:
Ai tiến vào Quan Trung trước thì được làm vua Quan Trung.
Theo lời các lão thần, Sở Hoài vương phong Lưu Bang làm Bái công, cử cầm quân theo đường chính diện phía tây để tiến vào Quan Trung; còn với cánh quân của Hạng Vũ, vua Sở sai đi lên phía bắc cứu nước Triệu. Hoài vương cử Tống Nghĩa làm thượng tướng quân của cánh quân cứu Triệu này, còn Hạng Vũ chỉ được làm thứ tướng, phong làm Lỗ Công, cùng mưu thần Phạm Tăng làm mạt tướng đi đánh cánh quân chủ lực của Tần do Chương Hàm chỉ huy.

## Cự Lộc nguy cấp
Vua Triệu là Yết cùng tướng quốc Trương Nhĩ bị hãm trong thành Cự Lộc. Chương Hàm sai Vương Ly (cháu nội Vương Tiễn), Thiệp Nhàn vây Cự Lộc. Chương Hàm đóng quân ở phía Nam Cự Lộc, trên cánh đồng Nam Cực, xây đường ống đến sông Hà để vận chuyển lương thực cho Vương Ly.
Trần Dư đi về phía Bắc tập hợp binh sĩ ở Thường Sơn được vài vạn người, đóng quân ở phía Bắc Cự Lộc. Không lâu sau, mấy cánh quân chư hầu của các nước Yên, Tề cũng đến cứu nước Triệu, đóng quân ở ngoài. Con Trương Nhĩ là Thành Đô quân Trương Ngao cũng đi tập hợp binh sĩ đất Đại ở phía Bắc, được hơn vạn người đến. Tất cả đều xây lũy ở cạnh Trần Dư nhưng do quân Tần quá mạnh mẽ và hung hãn nên các cánh quân này không dám đụng độ với quân Tần.
Vương Ly có trong tay nhiều binh sĩ, lại được sự tiếp tế đầy đủ của Chương Hàm, đánh Cự Lộc rất gấp. Trong thành Cự Lộc binh ít, lương hết, Trương Nhĩ mấy lần sai người đến bảo Trần Dư tiến quân. Trần Dư tự nghĩ quân của mình ít, không đánh lại được quân Tần nên không dám tiến.
Tình hình kéo dài mấy tháng. Trương Nhĩ cả giận oán Trần Dư, sai Trương Yêm, Trần Thích đến trách Trần Dư:
Trước kia ta cùng anh làm bạn sống chết cùng có nhau. Nay nhà vua và Nhĩ sớm chiều sẽ chết, thế mà ông cầm quân mấy vạn mà không chịu cứu. Như thế làm sao có thể tin rằng cùng chết với nhau được? Tại sao anh không xông vào quân Tần, cùng nhau chịu chết, như thế ngõ hầu còn có hy vọng cùng sống trong muôn một?
Trần Dư nói:
Tôi tính tiến quân thì cũng không thể cứu được Triệu, mà chỉ mất hết quân. Vả lại, sở dĩ Dư này không cùng chết là vì muốn báo thù cho Triệu Vương và Trương Quân. Nay nếu chúng ta cùng chết thì cũng như ném thịt cho hổ đói, phỏng có ích gì?
Trương Yên, Trần Thích nói:
Tình hình đã gấp lắm rồi, xin lấy việc cùng chết để nêu rõ tín nghĩa, còn biết việc tính toán sau này ra sao nữa!
Trần Dư nói:
Tôi chết thì chỉ vô ích mà thôi, nhưng cũng xin theo như lời các ông.
Bèn cho 5000 quân, sai Trương Yêm, Trần Thích thử quân Tần trước. Quả nhiên lực lượng này không địch nổi Vương Ly, bị quân Tần nhanh chóng đánh bại và tiêu diệt hết. Trương Yêm, Trần Thích tử trận. Các cánh quân chư hầu bên cạnh Trần Dư lẫn cả Trương Ngao thấy thế càng sợ, chỉ lo cố thủ trong luỹ, không dám ra đánh với Vương Ly.

## Hạng Vũ đoạt quyền đi cứu Cự Lộc
Trong khi đó, cánh quân Sở do Tống Nghĩa chỉ huy đi đến An Dương, ở lại 46 ngày không tiến quân, mà sứ giả nước Triệu liên tục tới cáo cấp. Hạng Vũ sốt ruột muốn tiến quân, nhưng Tống Nghĩa không nghe theo. Nghĩa nói với Hạng Vũ:
Phàm con mòng đốt trâu thì không thể nào giết được rận chấy. Nay Tần đánh Triệu, nếu Tần đánh thắng thì quân mệt mỏi, ta lợi dụng lúc nó kiệt quệ mà đánh, nếu Tần không thắng thì ta hợp quân kéo về hứong tây, chắc chắn cướp lấy được nước Tần. Vì vậy, không gì bằng trước tiên để cho Tần và Triệu đánh nhau. Mang áo giáp dày, cầm binh khí sắc thì Nghĩa này không bằng ông, nhưng ngồi để trù tính sách lược thì ông không bằng Nghĩa.
Và để răn đe ý định tiến quân của Hạng Vũ, Tống Nghĩa bèn ra lệnh trong quân:
Ai mạnh như hổ, bướng như dê, tham như sói, cứng đầu không thể sai khiến được, đều chém tuốt!
Nghĩa lại sai con là Tống Tương sang làm tướng nước Tề thân hành tiễn con đến đất Vô Diệm, uống rượu hội họp linh đình. Trời lạnh, mưa to, quân sĩ đều đói rét. Hạng Vũ thương quân sĩ, nghĩ tới trách nhiệm cứu Triệu và muốn báo thù cho chú, bèn quyết định giết Tống Nghĩa để ra quân. Buổi sáng hôm sau, Hạng Vũ lấy cớ vào hầu thượng tướng quân Tống Nghĩa rồi bước vào trướng chặt đầu Nghĩa và ra lệnh trong quân:
Tống Nghĩa mưu với Tề để phản lại nước Sở. Sở Vương ra lệnh cho Vũ giết hắn!
Bấy giờ các tướng đều sợ hãi cúi đầu xin theo. Họ bàn nhau lập Hạng Vũ làm quyền thượng tướng quân, sai người đuổi theo giết chết Tống Tương. 
Hạng Vũ sai Hoàn Sở báo với Hoài Vương. Hoài Vương nhân đó phong Vũ làm thượng tướng quân, các mãnh tướng Anh Bố và Bồ tướng quân đều ở dưới quyền Hạng Vũ.

## Hạng Vũ phá Vương Ly, giải vây Cự Lộc
Sau khi giết Tống Nghĩa, uy thế của Hạng Vũ vang dội ở nước Sở, nổi tiếng khắp các chư hầu. Ông sai hai mãnh tướng là Anh Bố và Bồ tướng quân cầm hai vạn quân vượt sông Hoàng Hà đến cứu Cự Lộc.
Hai tướng Sở hăng hái ra quân, nhưng vì chiến sự còn ít thắng lợi, nên Trần Dư lại xin quân tiếp viện, Hạng Vũ liền đem tất cả đại quân vượt Hoàng Hà, bắt quân lính phải dìm đắm thuyền, đập vỡ nồi nấu cơm, đốt lều trại, chỉ mang lương thực trong ba ngày để tỏ rõ sĩ tốt quyết tâm liều chết, không chịu quay về.
Hạng Vũ cầm quân tiến tới đến vây Vương Ly, đánh quân Tần 9 trận thắng cả 9, cắt đứt con đường ống vận lương của Chương Hàm cho Vương Ly. Thanh thế quân của Sở át cả quân các nước chư hầu. Quân của chư hầu đến cứu Cự Lộc đóng ở gần đó hơn 10 doanh trại, nhưng không ai dám đem quân ra đánh. Khi quân Sở giao chiến với quân Tần, các tướng chư hầu đều đứng trên tường mà nhìn. Các chiến sĩ nước Sở ai cũng đủ sức một người chống lại mười người, tiếng reo hò của quân Sở vang trời, quân chư hầu không ai không run sợ.
Sau 9 trận thắng, Hạng Vũ phá tan quân Tần, giết Tô Giác, bắt sống Vương Ly; Thiệp Nhàn không đầu hàng Sở, tự thiêu mình mà chết.
Quân Tần thua to, số còn lại tan vỡ bỏ chạy. Thành Cự Lộc được giải vây. Triệu Vương Yết và Trương Nhĩ ra khỏi thành Cự Lộc, cảm tạ Hạng Vũ và các quân chư hầu.
Sau khi đã đánh tan quân Tần, Hạng Vũ triệu tập tướng các nước chư hầu đến, khi vào cửa viên môn, mọi người đều quỳ gối xuống mà đi tới, không ai dám ngẩng lên nhìn. Vì vậy, Hạng Vũ bắt đầu làm thượng tướng quân của chư hầu, chư hầu đều ở dưới quyền ông.

## Hậu quả
Sau thất bại và cái chết của một loạt vua và tướng tá chư hầu, nhất là sau cái chết của Hạng Lương dưới tay quân Tần khét tiếng, các đạo quân chư hầu đều khiếp đảm trước đại quân của Chương Hàm. Nhưng chiến thắng Cự Lộc cho thấy sức mạnh của quân Tần không còn là vô địch và Chương Hàm, Vương Ly không còn là hung thần đối với quân chư hầu. Đạo quân Tần không còn là đạo quân bất khả chiến bại. Chiến thắng này mở ra bước ngoặt mới về cục diện ngoài mặt trận giữa quân Tần và lực lượng chống Tần do Hạng Vũ cầm đầu.
Sau chiến thắng này, tinh thần của lực lượng quân Sở nói riêng và các lực lượng chống Tần nói chung tăng lên đáng kể. Ngược lại, thất bại ở Cự Lộc đẩy đạo quân chủ lực của Tần do Chương Hàm chỉ huy từ chỗ chi phối chiến trường trở nên dao động, suy sụp. Chương Hàm đóng quân ở Cức Nguyên, Hạng Vũ đóng quân ở phía nam sông Chương. Hai bên cứ giữ thế nhau chưa giao chiến nhưng Chương Hàm sợ uy thế quân Sở, nhiều lần rút lui. Vì thế Hạng Vũ nhân đà thắng trận Cự Lộc liên tiếp đánh thắng Hàm thêm hai trận nữa ở bến Tam Hộ và sông Vu Thủy buộc Chương Hàm phải đầu hàng. Viên tướng "bách chiến bách thắng" của nhà Tần phải ngả theo chư hầu khiến lực lượng chống chư hầu của nhà Tần hầu như không còn ai nữa. Các cánh quân chư hầu, kể cả đạo quân của Lưu Bang từ đó tiến vào Quan Trung như tiến vào chỗ không người, gần như không gặp phải sự kháng cự nào đáng kể nữa. Nhà Tần bị tiêu vong không lâu sau đó.
Theo các sử gia, trận Cự Lộc xác nhận công lao lớn nhất trong việc tiêu diệt nhà Tần tàn bạo của Hạng Vũ, dù người đầu tiên tiến vào Quan Trung theo giao ước của Sở Hoài vương là Lưu Bang.